# Adam Antes
Adam Antes (* 11. August 1891 in Worms; † 28. November 1984 ebenda) war ein deutscher Bildhauer und Grafiker. 

## Leben
Adam Antes war der Sohn eines einfachen Arbeiters. In den Jahren 1905 bis 1908 ließ er sich zum Bildhauer und Steinmetz ausbilden und unternahm im Anschluss daran die obligatorische Gesellenwanderung. Zwischen 1910 und 1913 war er im Atelier des Bildhauers Daniel Greiner in Jugenheim als dessen Gehilfe tätig. Dieser vermittelte erste Kontakte zu den Künstlern der Darmstädter Mathildenhöhe. Durch eine Empfehlung von Wilhelm Pinder gelangte er an die technische Lehranstalt in Offenbach am Main, in deren Anschluss er Bildhauerkurse an der Technischen Hochschule zu Darmstadt belegte. Für das Jahr 1914 ist ein Aufenthalt in München und für 1918 in Worms dokumentiert. 1919 kehrte er nach Darmstadt zurück, wo er sich auf der Mathildenhöhe ein eigenes Atelier errichtete. Dort war er in den folgenden Jahren vor allem als gefragter Porträtplastiker tätig und beschäftigte sich auch mit der Formgebung eines von ihm konzipierten Einflügelflugzeugs. 1944 wurde sein Atelier durch Kriegseinwirkung zerstört, so dass er zuerst nach Monsheim und später wieder in seine Geburtsstadt Worms übersiedelte. Dort lebte und arbeitete er bis zu seinem Tode im Jahr 1984. 
Adam Antes war in zweiter Ehe mit Irene Antes verheiratet und pflegte seit 1912 eine Freundschaft mit dem Darmstädter Maler und Grafiker Carl Gunschmann.

## Der Künstler

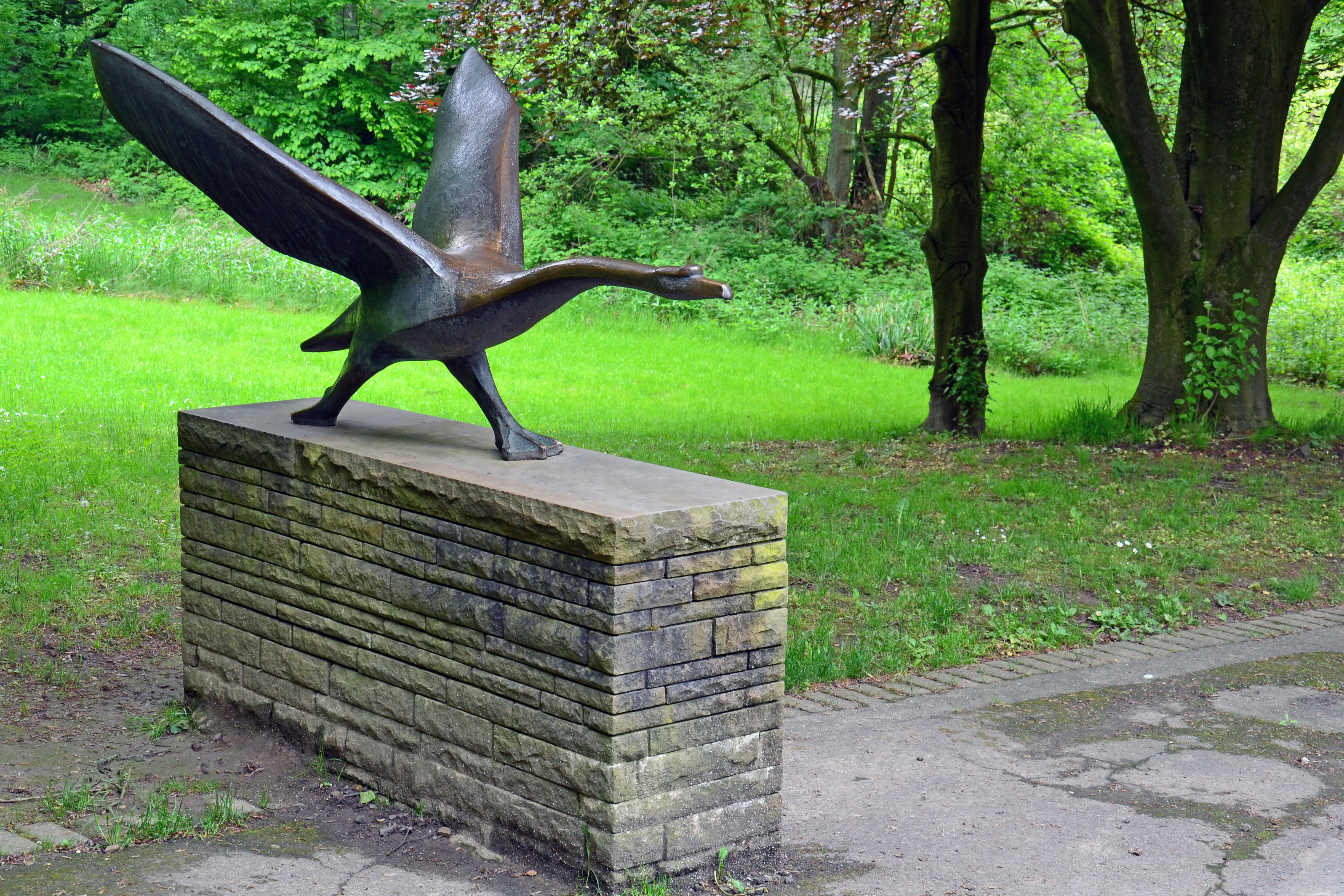
Auffliegender Schwan, Bronze, 1965

In seinen Werken orientierte sich Antes an der Formensprache von Auguste Rodin, Bernhard Hoetger und vor allem von Wilhelm Lehmbruck. 
In der Zeit des Nationalsozialismus war er Mitglied der Reichskammer der bildenden Künste.  
Mit seinen zahlreichen Flugmodellen gelang es ihm Kunst und Technik miteinander zu verschmelzen. Neben der Bildhauerei wandte er sich gelegentlich auch der Grafik zu. 
Seine Werke findet man heute in zahlreichen Museen wie beispielsweise dem Hessischen Landesmuseum in Darmstadt, dem Museum Folkwang in Essen und der Städtische Gemäldegalerie in Worms. Weitere Werke befinden sich im Rathaus in Oberhausen, im Essener Grugapark (Auffliegender Schwan) und zahlreichen Privatsammlungen.

## Preise und Auszeichnungen
- 1929 Georg-Büchner-Preis (mit Carl Zuckmayer)
- 1930 Nehring-Gedächtnispreis
- 1961 Johann-Heinrich-Merck-Ehrung der Stadt Darmstadt

## Sicher belegte Teilnahme an Ausstellungen in der Zeit des Nationalsozialismus
- 1934: München, Neue Pinakothek („Süddeutsche Kunst in München“)
- 1938: München, Große Deutsche Kunstausstellung (mit der Bronze-Porträt-Büste „Mussolini“, die Hitler für 3000 RM erwarb)[2]
- 1938: Berlin, Haus der Kunst („Dritte Bildnisausstellung“)
- 1940: Darmstadt, Städtisches Ausstellungsgebäude Mathildenhöhe („Ausstellung von Kunstwerken Darmstädter Künstler und aus Darmstädter Privatbesitz“)
- 1940/1941: Berlin, Haus der Kunst („Große Berliner Kunstausstellung“)